# Хеер, Ханнес
Ганс Георг (Ханнес) Хеер (род. 16 марта 1941) — немецкий историк, известный прежде всего благодаря «Выставке о вермахте», организованной в 1990-х годах. Хотя в то время выставка «Война на уничтожение. Преступления вермахта в 1941–1944 годах» вызвала споры, сегодня широко признано, что она раскрыла немецкой общественности глаза на военные преступления вермахта, совершенные во время Второй мировой войны на Восточном фронте. В 1999 году выставка была приостановлена для аналитической оценки, а в 2001 году вновь открыта под названием «Преступления вермахта. Масштабы войны на уничтожение 1941—1944 годов». Выставка сыграла важную роль в развенчании легенды о «чистом вермахте».

## Образование и участие в студенческой жизни
Хеер родился в Виссене, Рейнская провинция. Он изучал литературу и историю и сдал государственный экзамен в 1968 году в Боннском университете. С 1970 по 1972 год он учился в аспирантуре по экономике и экономической истории в Боннском университете. Будучи студентом, он стал членом Социалистического союза немецких студентов. В 1968 году из-за деятельности в ССНС он не был допущен к преподавательской деятельности в качестве школьного учителя. В 1970-х годах он работал радиожурналистом, преподавал в Бременском университете, а с 1980 по 1985 год был драматургом и режиссёром в Немецком драматическом театре в Гамбурге и в Городском театре в Кёльне.

## Выставка о вермахте
В 1993 году Хеер работал в Гамбургском институте социальных исследований и стал известен благодаря скандальной «Выставке о вермахте», посвященной немецким военным преступлениям и зверствам во время Второй мировой войны. В 1995 году военный историк Рольф-Дитер Мюллер, научный руководитель военно-исторического исследовательского управления бундесвера, заявил, что выставка намеренно вводит в заблуждение.
В 1997 году за организацию выставки Хеер был награждён медалью Карла фон Осецкого.
Польский историк Богдан Мусял (Bogdan Musiał) в статье, опубликованной в 1999 году, заявил, что ряд фотографий, якобы изображающих военные преступления вермахта, на самом деле документируют военные преступления, совершенные Красной армией, а также заявил, что около половины всех фотографий, использованных на выставке, не имеют никакого отношения к военным преступлениям. В результате критики по поводу неправильной атрибуции и подписей к некоторым фотоснимкам выставка была отозвана на доработку. 
В отчете комиссии историков, проанализировавших материалы выставки в 2000 году, говорилось что обвинения в подделке материалов не обоснованы, однако в некоторых документах содержатся неточности. Около одного процента фотографий были неправильно атрибутированы: «Комиссия историков, подтверждая основной тезис экспозиции, обнаружила, что 20 из 1400 фотографий изображают казни, совершенные НКВД, а не действия немецких солдат». Комиссия рекомендовала возобновить выставку в переработанном виде. 
Хеер не принимал участия в перероаботке, так как не смог договориться с Яном Филиппом Реемтсмой о концепции новой версии. До августа 2000 года он был научным сотрудником Гамбургского института социальных исследований.
Переработанная выставка получила название Verbrechen der Wehrmacht. Dimensionen des Vernichtungskrieges 1941—1944. («Преступления вермахта. Масштабы войны на уничтожение 1941—1944 гг.»). Она экспонировалась в разных городах Германии с 2001 по 2004 год.

## Последующие выставки и публикации
После ухода из Гамбургского института социальных исследований Хеер сотрудничал с разными изданиями как внештатный автор, редактор, режиссёр и организатор выставок. Его основными темами являются политика памяти и интерпретация истории, в частности, переоценка периода нацизма. В книгах «Vom Verschwinden der Täter» (2004) и «Hitler’s war’s» (2005) он исследовал тенденцию изображения истории национал-социализма как истории «деяний без преступников». В настоящее время он сосредоточен на исследовании антисемитизма в музыке. Начиная с 2006 года Хеер исследовал депортацию и преследование художественного и технического персонала в нацистской Германии по расовым и политическим мотивам в рамках выставочного проекта «Умолкшие голоса» на примере оперных театров в Гамбурге, Берлине, Штутгарте, Дармштадте и Дрездене. Он также реконструировал историю клеветы и маргинализации еврейских деятелей искусства на Байройтском фестивале с 1876 по 1945 год и вспомнил судьбу 51 художника, подвергшегося преследованиям после 1933 года. Двенадцать из них были убиты. В 2012 году выставка экспонировалась на Зелёном холме в Байройте.

## Публикации
- Tote Zonen — Die deutsche Wehrmacht an der Ostfront, 1999, ISBN 3-930908-51-4
- Vom Verschwinden der Täter, 2004, ISBN 3-7466-8135-9
- The discursive construction of history: remembering the Wehrmacht’s war of annihilation / edited by Hannes Heer ... [et al.]; translated from the German by Steven Fligelstone // Дискурсивное построение истории: вспоминая истребительную войну вермахта / под ред. Ханнеса Хеера... [и др.]; перевод с немецкого Стивена Флигельстоуна, 2008. ISBN 0-230-01323-6
- Hitler war’s. Die Befreiung der Deutschen von ihrer Vergangenheit. // Гитлеровская война, 2005, ISBN 3-351-02601-3
- Literatur und Erinnerung. Die Nazizeit als Familiengeheimnis, in: Zeitschrift für Geschichtswissenschaft, 53. Jg., Heft 9, September 2005, S. 809—835 als Herausgeber: «Stets zu erschiessen sind Frauen, die in der Roten Armee dienen»: Geständnisse deutscher Kriegsgefangener über ihren Einsatz an der Ostfront, 1995, ISBN 3-930908-06-9
- In the heart of darkness. Victor Klemperer as a chronicler of the Nazi era.// В самом сердце тьмы. Виктор Клемперер как летописец нацистской эпохи. - Aufbau-Verlag, Berlin 1997, ISBN 3-351-02456-8
- It was Hitler. The liberation of the Germans from their past. // Это был Гитлер. Освобождение немцев от их прошлого. — Aufbau-Verlag, Berlin 2005, ISBN 3-351-02601-3